# Reinhard Blum (Turner)

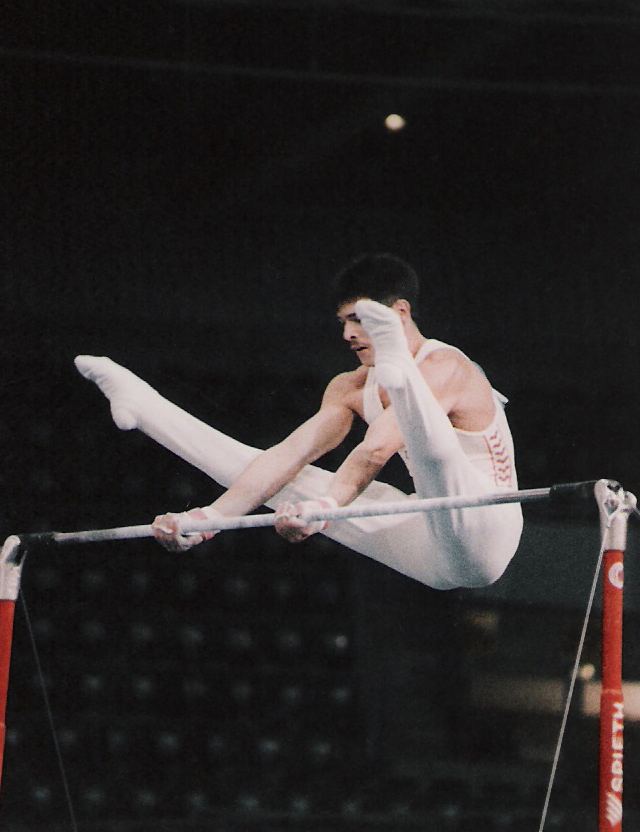
Reinhard Blum bei einer Endo-Grätsche am Reck.

Reinhard Blum (* 10. November 1968) ist Österreichs erfolgreichster Kunstturner der späten 1980er Jahre. Zwischen 1985 und 1991 holte er 14 Staatsmeistertitel, darunter vier Mal den wichtigsten Titel im Mehrkampf.

## Förderung im Olympiamodell 1988
Reinhard Blum wollte als Achtjähriger in den Kunstradsport einsteigen; als athletische Vorbereitung wurde ihm der Turnverein empfohlen. So begann er 1976 mit dem Training in der Turnerschaft Fußach. Als sich erste Erfolge einstellten, blieb er beim Turnsport und wurde von der TS Fußach ab 1978 in den Landeskader des Landessportzentrums Dornbirn entsandt.
Die Vorarlberger Turnerschaft hatte in den späten 1970er Jahren die Nachwuchsförderung forciert, und ab 1982 erhielt der Verband finanzielle Unterstützung von Seiten der Sporthilfe: Das so genannte „Olympiamodell 1988“ wurde initiiert. Es war darauf ausgerichtet, eine große Anzahl an Talenten im Hinblick auf die Anforderungen des IOC-Limits für die Olympischen Sommerspiele auszubilden. Mit diesen Förderungen der Sporthilfe wurde der ungarische Trainer Dezső Bordan angestellt, der Reinhard Blum von 1985 bis 1992 trainierte.

## Erfolge mit ungarischem Know-how

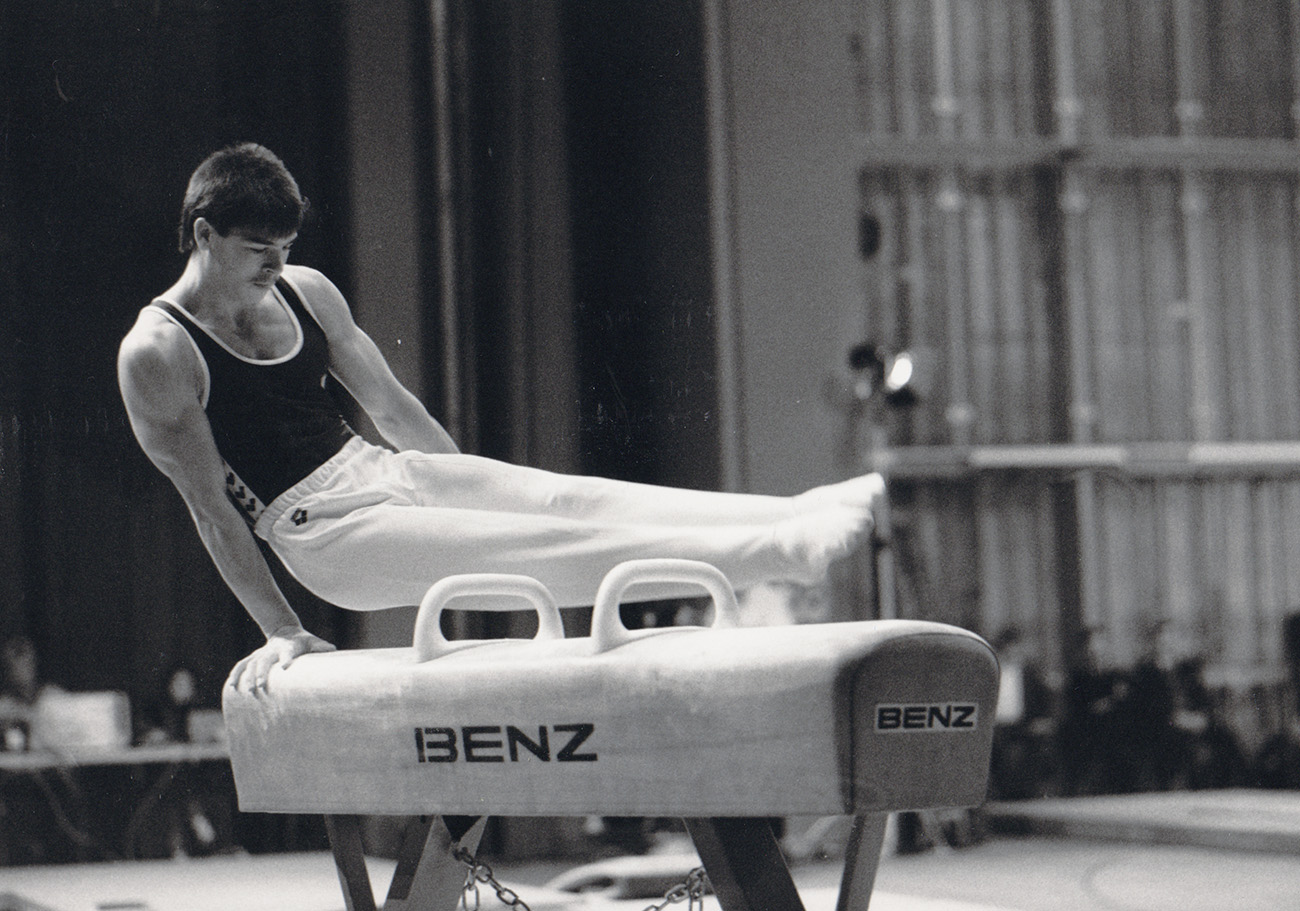
Reinhard Blum beim Finale der Kunstturntage im Bregenzer Festspielhaus im Jahr 1987.

Im internationalen Turnsport waren die Länder des Ostblocks bis zu dessen Zusammenbruch im Jahr 1989 den westlichen Nationen überlegen. In den kommunistischen osteuropäischen Ländern (so auch in Ungarn) gab es hauptamtlich angestellte Trainer mit Universitäts-Abschluss und eine ausgezeichnete Infrastruktur.
Vor allem die durch Trainer Dezső Bordan vermittelten Kontakte mit ungarischen Spitzenturnern sowie seine Kenntnisse steigerten die Leistungen der Vorarlberger Kunstturner, von denen Reinhard Blum und später Thomas Zimmermann sowie Marco Baldauf die erfolgreichsten waren.
Staatsmeistertitel von Reinhard Blum:
- 1985 Pauschenpferd
- 1987 Pauschenpferd, Sprung
- 1988 Mehrkampf, Boden
- 1989 Mehrkampf, Boden
- 1990 Mehrkampf, Pauschenpferd, Ringe, Sprung, Reck
- 1991 Mehrkampf, Barren

Auf internationaler Ebene vertrat Reinhard Blum Österreich bei fünf Weltmeisterschaften und sechs Europameisterschaften. 1988 siegte er beim Pauschenpferd-Finale des Medico-Cups in Bregenz, bei der EM 1990 in Lausanne wurde er 11. am Sprung und bei der WM 1992 erreichte er Rang 21 am Reck. Sein größter Erfolg – das IOC-Limit für Olympia – führte allerdings zu Konflikten und 1992 zu seinem Rücktritt.

## Verwehrte Olympiateilnahme und Rücktritt
Das größte Ziel von Reinhard Blum aber auch für die Vorarlberger Turnerschaft (Olympiamodell 1988) war die Qualifikation für die Olympischen Sommerspiele. Bei seinen internationalen Einsätzen erfüllte Reinhard Blum die Kriterien des IOC für Olympia in Seoul 1988 und auch für Barcelona 1992. Allerdings setzte das Österreichische Olympische Komitee (ÖOC) das Limit höher an als der internationale Verband. So wurde Reinhard Blum die Olympiateilnahme von Seiten des nationalen Komitees verwehrt. Die Enttäuschung über die österreichische Sportpolitik führte 1992 zu seinem Rücktritt. Unterstützt durch das Österreichische Bundesheer, begann der damalige Sportsoldat des Heeressportzentrums mit seiner beruflichen Fortbildung.

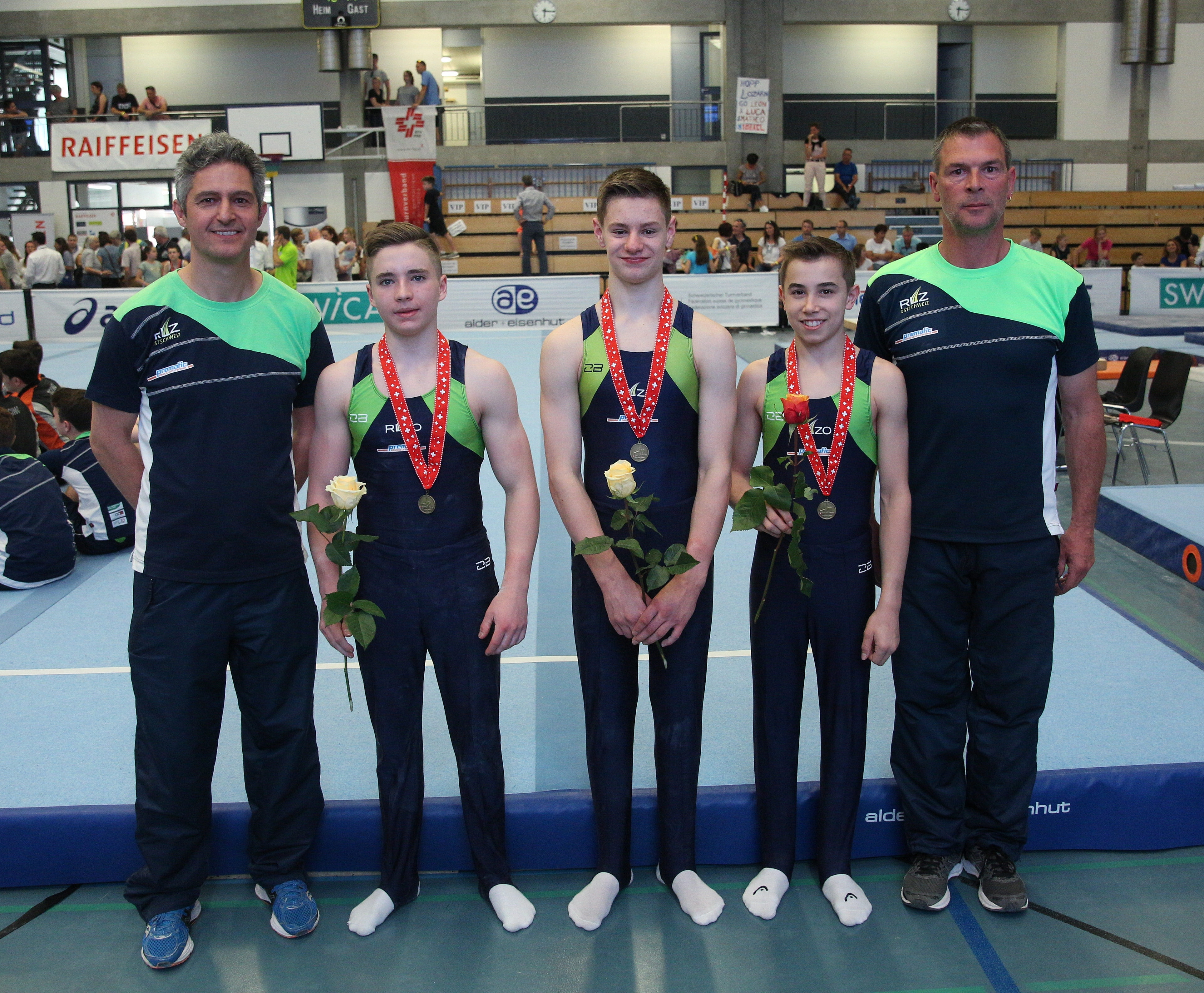
Blum (rechts) mit einem Trainerkollegen und Turnern bei den Schweizer Meisterschaften der Junioren im Kunstturnen 2019.

Von 1996 bis 2017 war Reinhard Blum Cheftrainer des Turnsportzentrums Rheintal in der Schweiz. Seitdem ist er am Regionalen Leistungszentrum Ostschweiz als Trainer tätig.